# 希库尔
希库尔（法語：Chicourt，法語發音：[ʃikuʁ]）是法国摩泽尔省的一个市镇，属于萨尔堡-萨兰堡区。

## 地理
希库尔（48°55'2"N, 6°30'17"E）面积5.52 平方千米，位于法国大東部大區摩泽尔省，该省份为法国东北部内陆省份，是洛林的一部分，西南接默尔特-摩泽尔省，东临下莱茵省，北与卢森堡和德国接壤。
与希库尔接壤的市镇（或旧市镇、城区）包括：布雷安、布雷安堡、弗雷姆里、莱斯、吕西、奥龙、尼德河畔维莱尔。

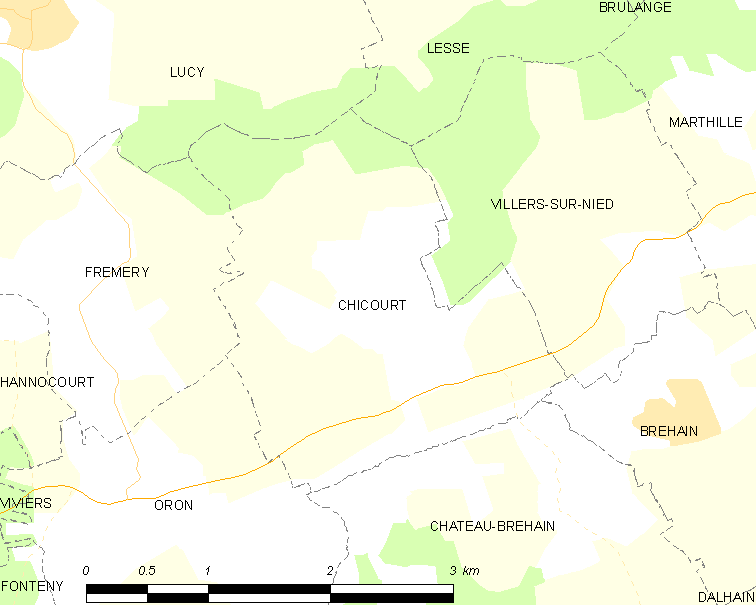
希库尔的OSM定位图

希库尔的时区为UTC+01:00、UTC+02:00（夏令时）。

## 行政
希库尔的邮政编码为57590，INSEE市镇编码为57141。

## 政治
希库尔所属的省级选区为索努瓦县。

## 人口

1962-2008年间希库尔人口变化图示

希库尔于2022年1月1日时的人口数量为89人。